# نیدراشتتن
شهر نیدراشتتن (به آلمانی: Niederstetten) در ایالت بادن-وورتمبرگ در کشور آلمان واقع شده‌است.